# 8 Heures de Portimão
Les 6 Heures de Portimão (anciennement 8 Heures de Portimão) sont une épreuve d'endurance réservée aux voitures de sport (ou Sport-Prototypes) et voitures grand tourisme (GT), qui fait partie du Championnat du monde d'endurance FIA. Elle se tient sur l'Autódromo Internacional do Algarve, à Portimão au Portugal.

## Histoire
Elle fait pour la première fois son apparition en 2021 en remplacement des 1 000 Miles de Sebring, épreuve annulée en raison de la Pandémie de Covid-19.

## Circuit
Cette épreuve du Championnat du monde d'endurance FIA se tient à l'Autódromo Internacional do Algarve, un circuit inauguré en 2008. Il est composé de 15 virages pour une longueur totale de 4,653 Km. Ce circuit a accueilli la Formule 1 et un Grand Prix moto en 2020.

## Palmarès
| Année           | Pilotes                                         | Écurie              | Voiture             | Pneu            | Temps               | Tours           | Distance                  | Championnat                          | Course          | Réf.            |
| Format 8 heures | Format 8 heures                                 | Format 8 heures     | Format 8 heures     | Format 8 heures | Format 8 heures     | Format 8 heures | Format 8 heures           | Format 8 heures                      | Format 8 heures | Format 8 heures |
| --------------- | ----------------------------------------------- | ------------------- | ------------------- | --------------- | ------------------- | --------------- | ------------------------- | ------------------------------------ | --------------- | --------------- |
| 2021            | Sébastien Buemi Kazuki Nakajima Brendon Hartley | Toyota Gazoo Racing | Toyota GR010 Hybrid | M               | 8 h 00 min 15 s 414 | 300             | 867.30 mi. (1 395,630 km) | Championnat du monde d'endurance FIA | Résumé          | [ 2 ]           |
| Format 6 heures |                                                 |                     |                     |                 |                     |                 |                           |                                      |                 |                 |
| 2023            | Sébastien Buemi Brendon Hartley Ryō Hirakawa    | Toyota Gazoo Racing | Toyota GR010 Hybrid | M               | 6 h 01 min 26 s 343 | 222             | 1 032,966 km              | Championnat du monde d'endurance FIA | Résumé          | [ 3 ]           |